# Parasmittina pluriavicularis
Parasmittina pluriavicularis is een mosdiertjessoort uit de familie van de Smittinidae. De wetenschappelijke naam van de soort is voor het eerst geldig gepubliceerd in 1982 door Moyano.